# Christian 1993
Christian 1993 è un album di Christian del 1993.
Uscì in allegato con la rivista Gente.

## Tracce
1. Il mondo
2. Bella senz'anima
3. Malatia
4. Sapore di sale
5. Cara
6. Mi ritorni in mente
7. Pensami
8. La lontananza
9. Questo piccolo grande amore
10. Io che non vivo